# Leichtathletik-Halleneuropameisterschaften 2019/Teilnehmer (Bulgarien)
| Gelbes Symbol für Goldmedaillen mit stilisierten Olympischen Ringen | Graues Symbol für Silbermedaillen mit stilisierten Olympischen Ringen | Braundes Symbol für Bronzemedaillen mit stilisierten Olympischen Ringen |
| ------------------------------------------------------------------- | --------------------------------------------------------------------- | ----------------------------------------------------------------------- |
| 1                                                                   | —                                                                     | —                                                                       |

Aus Bulgarien starteten zwei Athletinnen und vier Athleten bei den Leichtathletik-Halleneuropameisterschaften 2019 in Glasgow, die eine Goldmedaille errangen.

## Ergebnisse

### Frauen

#### Sprung/Wurf
| Athletin             | Disziplin   | Qualifikation | Qualifikation | Finale             | Finale             |
| Athletin             | Disziplin   | Weite         | Platz         | Weite              | Platz              |
| -------------------- | ----------- | ------------- | ------------- | ------------------ | ------------------ |
| Alexandra Natschewa  | Dreisprung  | 12,98 m       | 17            | nicht qualifiziert | nicht qualifiziert |
| Radoslawa Mawrodiewa | Kugelstoßen | 18,85 m       | 2             | 19,12 m PB         | Gold               |

### Männer

#### Laufdisziplinen
| Athlet         | Disziplin | Vorlauf     | Vorlauf | Halbfinale         | Halbfinale         | Finale             | Finale             |
| Athlet         | Disziplin | Zeit        | Platz   | Zeit               | Platz              | Zeit               | Platz              |
| -------------- | --------- | ----------- | ------- | ------------------ | ------------------ | ------------------ | ------------------ |
| Denis Dimitrow | 60 m      | 6,95 s      | 39      | nicht qualifiziert | nicht qualifiziert | nicht qualifiziert | nicht qualifiziert |
| Iwo Balabanow  | 3000 m    | 8:20,31 min | 32      | –––                | –––                | nicht qualifiziert | nicht qualifiziert |
| Mitko Zenow    | 3000 m    | 8:12,45 min | 28      | –––                | –––                | nicht qualifiziert | nicht qualifiziert |

#### Sprung/Wurf
| Athlet          | Disziplin  | Qualifikation | Qualifikation | Finale | Finale |
| Athlet          | Disziplin  | Höhe          | Platz         | Höhe   | Platz  |
| --------------- | ---------- | ------------- | ------------- | ------ | ------ |
| Tichomir Iwanow | Hochsprung | 2,25 m        | 7             | 2,22 m | 4      |